# Robert Power
Robert Power (Perth, 11 de maio de 1995) é um ciclista australiano, que actualmente corre para a equipa Team Sunweb. A 25 de novembro de 2015, ele detectou uma rara doença óssea pela que teve que guardar repouso entre quatro meses e dois anos o que lhe impediu estrear como profissional, tendo assinado um contrato com o conjunto Orica-Scott, até ao mês de agosto de 2016.

## Palmarés
2014
- Campeonato Oceânico em Estrada sub-23
- 2° no Campeonato Oceânico em Estrada
- UCI Oceania Tour
- Grande Prêmio Sportivi di Poggiana
- Grande Prêmio Capodarco

2015
- Giro do Vale de Aosta, mais 1 etapa

2018
- Clássica de Ordizia
- Japan Cup

## Resultados nas Grandes Voltas e Campeonatos do Mundo
| Carreira           | 2016 | 2017 | 2018 |
| ------------------ | ---- | ---- | ---- |
| Giro d'Italia      | -    | -    | -    |
| Tour de France     | -    | -    | -    |
| Volta a Espanha    | -    | -    | -    |
| Mundial em Estrada | -    | -    | 70º  |

-: não participa 

Ab.: abandono